# Джалал-Абад
Джала́л-Аба́д (кирг. Жалал-Абад, Жалалабат, сокр. ДЖл) — третий по величине город в Кыргызстане, административный центр Джалал-Абадской области. Население — 129 400 человек. Расположен на юге страны в Ферганской долине. Недалеко от города протекает река Кёгарт, правый приток реки Карадарья.

## География
Город расположен в предгорьях Ферганского хребта у подножья небольших гор Аюб-Тоо на высоте 763 м над уровнем моря в Когартской долине. Расстояние до столицы Кыргызстана Бишкека ~560 км. В 100 км юго-западнее расположен город Ош.
Климат — континентальный, сухой, с жарким (средний максимум — +37˚С) летом, солнечной осенью с редкими ливневыми дождями и мягкой зимой с повышенной влажностью и средней температурой около 0˚С.
Относительная влажность с июня по октябрь небольшая — 30 %, в жаркие летние месяцы — ещё ниже. Осадков за год выпадает около 460 мм. Удаленность от значительных водных пространств обуславливает континентальность и засушливость климата. Среднегодовая температура составляет +13°С, в июле — +34…+37°С, в январе — 3…5°С.
| Показатель                                           | Янв.  | Фев. | Март | Апр. | Май  | Июнь | Июль | Авг. | Сен. | Окт.  | Нояб. | Дек.  | Год   |
| ---------------------------------------------------- | ----- | ---- | ---- | ---- | ---- | ---- | ---- | ---- | ---- | ----- | ----- | ----- | ----- |
| Абсолютный максимум, °C                              | 18,8  | 25,8 | 30,1 | 33,9 | 39,2 | 41,5 | 42,0 | 41,6 | 40,0 | 34,2  | 30,7  | 20,7  | 42,0  |
| Средний суточный максимум, °C                        | 4,4   | 6,1  | 12,2 | 21,9 | 27,1 | 35,1 | 37,4 | 36,4 | 27,3 | 21,4  | 12,3  | 6,1   | 20,3  |
| Средняя температура, °C                              | 0,1   | 1,8  | 10,2 | 16,1 | 20,7 | 24,9 | 27,2 | 26,5 | 22,4 | 15,3  | 7,6   | 1,8   | 14,5  |
| Средний суточный минимум, °C                         | −4,4  | −2,6 | 5,0  | 10,2 | 14,3 | 17,7 | 21,1 | 19,6 | 15,5 | 9,0   | 2,7   | −2,5  | 8,7   |
| Абсолютный минимум, °C                               | −27,2 | −26  | −12  | −7,8 | 0,5  | 5,7  | 11,1 | 6,6  | 0,6  | −13,1 | −20   | −23,6 | −27,2 |
| Норма осадков, мм                                    | 31    | 52   | 51   | 60   | 42   | 28   | 8    | 7    | 8    | 39    | 58    | 49    | 430   |
| Источник: www.weatheronline.co.uk / pogodaiklimat.ru |       |      |      |      |      |      |      |      |      |       |       |       |       |

В подчинении городской администрации находятся 7 сёл: Качкынчы, Кельме, Кызыл-Кыргызстан, Кызыл-Суу, Таш-Кутчу, им. Тельмана и Камандар.

## Название
- Самое раннее известное название города — Джелалабад.
- С 1870 по 1936 год — Джаляль-Абад (в «Известиях Туркестанского отдела Русского географического общества» за 1900 год упоминается как село Джаляль-Абад Джаляль-Абадской волости Андижанского уезда[5]. В официальном справочнике административно-территориального деления по состоянию на 1 сентября 1935 года город фигурирует под традиционным названием Джаляль-Абад[6], орфография названия города была изменена после преобразования Киргизской АССР в союзную республику и её выхода из состава РСФСР[7].
- С 1936 по 2002 год — Джалал-Абад[8].
- В 2002 году переименован в Жалалабат согласно принятой Жогорку Кенешем «Новой редакции орфографии киргизского языка» от 28 июня 2002 года за № 830-11.
- В июне 2008 года переименован обратно в Джалал-Абад согласно постановлению Жогорку Кенеша Кыргызстана о восстановлении написания населённых пунктов страны через дефис[9].

С древних времён вдоль Аюб-Тоо проходил один из маршрутов Шёлкового пути. Благодаря этому жители Ферганской долины, как и кокандские ханы, управлявшие этими землями во время создания Джалал-Абада, очень активно контактировали с Афганистаном и Китаем. Возможно, поэтому название города схоже с названием афганского Джелалабада, при том что Джалал-Абад до 1917 года тоже назывался Джелалабад. Называть одним и тем же именем разные населённые пункты — распространённая практика в Средней Азии и на Ближнем Востоке. Здесь существует более 30 селений с названием Джалалабад. В свою очередь, афганский Джелалабад получил своё название в честь Джелал Ад-дина Мухаммад Акбара (1542—1605), основавшего город в конце 1560-х годов.
«Абад» c персидского переводится как «место», «место, где живут люди». Кроме того, «джелал» с языка урду, персидского и арабского переводится как «слава, святыня, величие». То есть название города может означать или «место славы», или «святое место», или «место, названное в честь Джелала». Учитывая что город создан благодаря паломникам из Ферганской долины, название скорее всего связано со мусульманской святыней на горе Аюб-Тоо.

## История

### В составе Кокандского ханства и Российской империи
Возник как кишлак возле целебных источников, расположенных на горе Аюб-Тоо. Рядом с этими источниками стоит мазар над могилой (согласно местному преданию) одного из мусульманских святых Хазрет-Аюба Сабруллы (многострадальный), жившего на этой горе пять тысяч лет назад и исцелившегося от проказы за свою преданность Аллаху (Святой Иов — главный персонаж библейской книги Иова). Согласно этой легенде, излечившийся Хазрет Аюб ударами ног сначала создал два горячих источника, а после воткнул свой посох в червей, выпавших из его ран. Посох превратился в тутовое дерево, а черви, взобравшиеся на это дерево, превратились в коконы тутового шелкопряда. Жена Хазрет Аюба, Биби Рахим, стала прясть из коконов шелк. В честь неё назван один из источников, Кыз-Булак, в котором она по преданию обрела молодость. Паломники шли к этим источникам для поклонения и для лечения ревматизма, золотухи, малярии, и других кожных и желудочных болезней. В Средней Азии и на Ближнем Востоке есть ещё несколько мазаров Святого Иова: в Бухаре, Сирии, Омане, Турции, и Ливане.

Скотский рынок Джалал-Абада на почтовой карточке ташкентского издательства И. А. Бек-Назарова

В начале XIX века здесь была построена крепость Кокандского ханства. Местные жители кишлака обслуживали паломников к святыми минеральным источникам и занимались сельским хозяйством, скотоводством, выращиванием риса, бахчевых и фруктов. С ростом населения кишлака в нём появились мастеровые (гончары, ремесленники), развивались кустарные мастерские, которые впоследствии дали начало небольшим перерабатывающим предприятиям. С приходом русских войск в регионе началось выращивание хлопка.
Официальной датой образования города считается октябрь 1877 года, когда русские войска поставили форт у подножья Аюб-Тоо. Ко времени присоединения Ферганской долины к Российской империи Джалал-Абад не представлял собой значительного поселения. Он не отмечен ни на карте Скайлера (1875 год), ни на карте Люсилина (1876 год), в отличие от соседнего посёлка Сузак, который в 1909 году превышал Джалал-Абад по населению.
В 1902 году русский офицер Н.Л. Корженевский при поддержке своего военного командования разработал и смонтировал две гелиотелеграфные станции для двусторонней связи Оша с Джалал-Абадом. На Джалал-Абадских минеральных источниках лечилось много военных и поэтому надёжная связь с уездным городом Ош была весьма необходима.
В 1903 году главой Джаляль-Абадской волости был мин-баши Камбар-Али (Ахматкул Камбар Алиев), подчинявшийся полковнику Корытову, главе Андижанского уезда.
Рост значения Джалал-Абада начался лишь после того, как в нём расположилась русская администрация Джаляль-Абадского участка Кокандской железной дороги. Соседние станции Кызыл-Джар и Базар-Коргон, через которые шла ветка из Андижана, были связующим звеном между железной дорогой и торговыми караванами ещё до появления полноценной городской станции Джалал-Абад. Регион был стратегически важным: он производил хлопок, зерно, табак и другие важные продукты. Кроме того, железная дорога использовалась для военных и административных нужд — контроль над югом Туркестанского края имел большое значение. Население посёлка к 1909 году составило 1100 человек, в основном — узбеки.
1 июня 1916 года в городе было открыто первое почтовое отделение.
В 1916 году в городе жило 6 тысяч жителей.

### Джалал-Абадские минеральные источники Хазрет-Аюба
Энциклопедический словарь Ф. А. Брокгауза и И. А. Ефрона 1890 года так описывает минеральные источники Джалал-Абада:
(Хазрет-аюбские) — пользуются большой известностью в Фергане и в окрестных странах; находятся в Андижанском уезде Ферганской области, на Аюб-тау (сподвижник пророка С. А. В.), на высоте 3850 фт. над уровнем моря. С появлением этих весьма древних источников связана местная легенда об исцелении водой их многострадального Иова. Русским Д. источники сделались известными с 1877 г. Источников несколько; из них только один считается туземцами священным; ключ этот дает в сутки 8640 ведер, темпер. 38—39 °С; сероводорода в 1000 ч. воды — 0,0033461. В 10000 ч. воды содержится двууглекислой извести — 2,846, двууглекислого натра — 0,832, двууглекислой магнезии — 0,975, хлористого натра — 1,955, сернокислого натра — 2,451, сернокислой магнезии — 0,903, сернокислой извести — 0,935, глинозёма — 0,124, кремнезёма — 0,248. С 1884 г. на Д. воды посылают хронически больных нижних чинов; с 1885 г. учреждена санитарная станция, а на время сезона открывается лазарет на 25 человек. В трёх источниках устроены ванны для купающихся.
Из описания о составе Джалалабад-аюбских вод.

Народоволец Иван Ювачёв во время своей среднеазиатской экспедиции 1907 года писал о Джалал-Абадских источниках: 
На горе Аюб-тау, где теперь устроена санитарная станция, благодаря целебным минеральным источникам, жил многострадальный Иов. Местное предание говорит, что когда прошло время испытания Иова, Господь велел ему ударить о камень правой ногою, — и забил ключ горячей воды. Потом он ударил левою ногою, — вышла холодная вода. В горячей Иов выкупался, а холодной напился и совершенно выздоровел от ужасной проказы.
Другой путешественник, географ Владимир Платонович Вощинин в 1914 году писал об источниках:
А именно, у самого Джелалабада возвышается небольшая гора — около 4000 футов над уровнем моря — на которую необходимо подняться, так как на вершине этой горы находятся известные в крае тёплые и холодные серные и железные источники, привлекающие множество туземцев для пользования купанием и поклонения гробнице туземного пророка Иова (Хазрет-Аюба). По преданию, этот пророк исцелился от проказы именно здешними водами, а после того здесь же скончался.
Воздух и природа на вершине горы восхитительные, с обрыва же наверху, близ которого и находится могила Аюба, открывается дивный вид на долину — всю золотисто-зелёную, с бесчисленными группами пирамидальных тополей, с серебряной лентой посредине — Кугартом, — и на далекие Арысланбобские горы. Даже для одного этого стоило сюда подниматься, но есть ещё здесь, как оказывается, и другие любопытные вещи. Например, священный камень для женщин, почему-либо детей не имеющих. Стоит этот камень ребром, продолговатый и плоский, на особом большом пьедестале, окружённый стенами, как гробница пророка; всякой больной разрешается, за известную мзду здешним муллам, сесть верхом на него и молиться… Масса паломниц стекается к этому камню, и, говорят, помогает…

У целебных источников устроен военный лазарет, и вообще, кроме туземцев, здесь немало русских больных, а потому и пользование купаньями обставлено некоторыми удобствами, хотя и далеко не достаточными. Ванное заведение, во всяком случае, есть, и содержится оно достаточно чисто. Говорят, что совсем в скором времени к Джелалабаду будет подведена железная дорога. Тогда, надо думать, на этот туземный курорт будет обращено должное внимание, и, быть может, он расцветёт и прославится.
В 1900 году М. Бродовский в своей статье в «Туркестанском литературном сборнике изданном в пользу прокажённых» подробно описал состояние и значение для местного населения источников.

### Советский период

#### Борьба с басмачеством

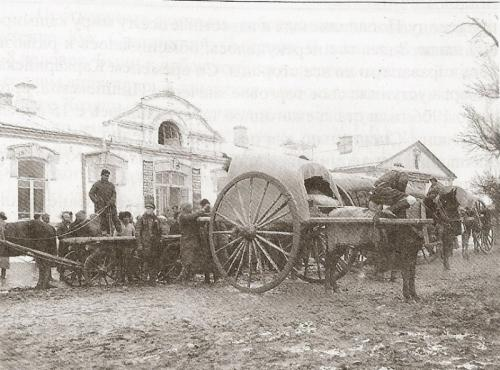
Арбакеши на ж/д вокзале Джалал-Абада в 1918 году

В июле 1918 года банды басмачей предприняли попытку захватить столицу уезда город Ош. Однако 70 добровольцев 1-го Ферганского полка, охранявших город, при поддержке населения сумели продержаться до прихода воинской части из Андижана и защитить город. Особую опасность представляло соединение басмаческих банд курбаши Мадаминбека и главаря кулацко-крестьянской армии К.И. Монстрова, которые стремились свергнуть Советскую власть в Ферганской области.
8 сентября 1919 года после полуторасуточных боёв бандами Мадаминбека и К. И. Монстрова, значительно превосходящими по численности красноармейские части, удалось захватить город Ош и Джалал-Абад и начать наступление на Андижан, где располагался штаб войск Ош-Андижанского участка.
26 сентября 1919 года Красная армия под командованием Михаила Фрунзе освободила город Ош, а 30 сентября — Джалал-Абад. 27 мая 1920 года Фрунзе выступал на железнодорожной станции перед рабочими-железнодорожниками и послал телеграмму № 00031 Владимиру Ленину о положении в Туркестане, о чём повествует памятная табличка на здании железнодорожного вокзала. Большую роль в освобождении Джалал-Абада от басмачества сыграл Эрнест Кужелло.

#### Развитие города при СССР
В 1924—1925 годах организуется Джалал-Абадский педагогический техникум. В 1920-е годы разворачивается работа по ликвидации неграмотности среди взрослого населения, и к 1940 году эта работа в основном завершена.
В 1939 году в городе жило 15 тыс. жителей.
Перед Великой Отечественной войной население города насчитывало более 22 тысяч человек, за 1941 год из города на фронт было отправлено 8 тыс. человек, к февралю 1942 года население города не превышало 13 тыс. человек, преимущественно старики, женщины и дети.
В годы войны в городе и его окрестностях некоторое время были расквартированы подразделения формировавшейся 5-й пехотной дивизии польской армии генерала Андерса.
В послевоенные годы завершился переход к всеобщему 7-летнему обучению.
В 1961 году построен драматический театр.
В 1970 году в городе жило 44 тыс. жителей. По переписи 1970 грамотных среди мужчин было 99,8 %, среди женщин — 99,6 %.
К 1975 году по всей стране был осуществлен переход к всеобщему среднему образованию.
К 1991 году в городе работали хлопкозавод, швейная, обувная, мебельная фабрики, плодоовощной и мясной комбинаты, молочный, пивоваренные заводы, кондитерская фабрика; комбинаты строительных деталей и материалов, асфальто-битумный завод; металлообработка, а также зооветеринарный, кооперативный техникумы, медицинское и педагогическое училища. Курорт лечил больных со всего СССР с заболеваниями органов движения и опоры, периферической нервной системы, органов пищеварения, гинекологических, почек, и кожи.

#### История и значение железнодорожных путей Джалал-Абада
В 1915 году был открыт участок железной дороги Андижан — Карасу — Джалал-Абад. Линия являлась частной и была построена Обществом Ферганской железной дороги на средства займа размещенного в России и Европе. Строительство железной дороги и станции дало мощный толчок в развитии бывшего до того просто крупным посёлком Джалал-Абада. После революции 1917 года железнодорожная линия была национализирована.
В 1928 году введён в эксплуатацию участок железной дороги Джалал-Абад — Багыш протяжённостью 14 км.
На протяжении длительного времени станция Джалал-Абад была конечным пунктом маршрутов пассажирских поездов дальнего следования в Ферганской долине. До станции Кок-Янгак и на участке Карасу — Ош курсировали только пригородные поезда, а с 1978 года движение прекратилось совсем (несмотря на то, что город Джалал-Абад в то время был одним из районных центров Ошской области, хотя численность населения города была в несколько раз меньше численности населения Оша). Среди причин — наличие в Джалал-Абаде пункта технического обслуживания локомотивов и мастерских для экипировки вагонов (чего никогда не было в Оше), лёгкий профиль пути на участке Карасу — Джалал-Абад, а также, вероятно, дань традиции — станция Джалал-Абад возникла раньше, чем станция Ош. Город Джалал-Абад исторически являлся основными «железнодорожными воротами» региона. Железная дорога из Ташкента в Джалал-Абад была частью Турксиба, строительство которого хорошо показал документальный фильм 1929 года Виктора Турина «Турксиб». В разное время от Джалал-Абада отправлялись прямые поезда (либо прицепные вагоны) до Москвы, Куйбышева и других городов СССР. Постоянно курсировал рейс Джалал-Абад — Фрунзе, идущий через Ташкент.
В 1932 году, для обеспечения Джалал-Абада и Узбекистана углем, город соединили железной дорогой с Кок-Янгаком (протяжённость — 15 км).
В 1993 году был отменён последний пассажирский поезд дальнего следования Джалал-Абад — Ташкент — Бишкек. Приблизительно тогда же прекратилось и движение пригородных поездов с железнодорожной станции Джалал-Абад.
В 1994 году завершился процесс разделения бывшей Среднеазиатской железной дороги, на основе которой были созданы железнодорожные администрации новых независимых государств. Джалал-Абад стал центром Южного отделения Кыргызской железной дороги.
1 августа 1994 года было принято решение о строительстве железнодорожной магистрали, которая должна была быть проложена от Балыкчи через Кочкор к Кара-Кече и позже в Джалал-Абад (с использованием части существующей линии Джалал-Абад — Кок-Янгак). Проект был широко разрекламирован, состоялась торжественная церемония начала строительства магистрали с участием президента Кыргызстана Аскара Акаева. На практике реализация проекта ограничилась укладкой нескольких сотен метров пути у станции Балыкчи. В январе 1998 года проект отменили. Проект должен был стать частью транскыргызской железной дороги из Андижана(Узбекистан) в Кашгар (Китай). На август 2019 года проект не перешёл в реальное строительство. Участок Джалал-Абад — Кок-Янгак, по которому когда-то в основном вывозился уголь, ныне законсервирован. Управление Киргизской железной дороги не даёт разрешение на демонтаж пути, поэтому рельсы там лежат, но путь местами зарос деревьями и непригоден для проезда.
В 2000 году возобновилось движение пригородных поездов по маршруту Джалал-Абад — Кара-Суу — Ош. Возрождение пассажирского движения было недолгим.
На август 2008 года, железнодорожная линия действует только на участке Джалал-Абад — Кара-Суу. Поезда, следующие в Джалал-Абад, и все тепловозы приписки депо Джалал-Абад проходят территорию Узбекистана без остановок. На станции Джалал-Абад находится локомотивное депо — ТЧ-2 Кыргызской железной дороги (ранее — ПТОЛ ТЧ-4 Андижан Среднеазиатской железной дороги). Среди имеющегося подвижного состава — тепловозы 2ТЭ10М-0581 (2 секции), 2ТЭ10В-4195 (как минимум 1 секция), ЧМЭ3-6644. Всего насчитывалось около 5 ЧМЭ3 и 6 секций 2ТЭ10. Новые локомотивы после 1991 года в Джалал-Абад не поступали.

### В составе независимого Кыргызстана
В 1991 году городу Джалал-Абад присвоен статус областного центра.
19 октября 2007 года город отпраздновал свой 130-летний юбилей. Основные торжества с участием руководства страны прошли на ипподроме «Телтору». Город был награждён орденом «Данакер».
13-16 июня 2010 года в городе и прилегающих сёлах произошли массовые беспорядки на межэтнической почве.

## Местное самоуправление

### Секретари горкома
- Председатель Жалал-Абадского облисполкома Суеркулов Абды Суеркулович(1942)
- Добробаба Матвей Денисович (1953).
- Парфёнов Андрей Иванович (? — 19.05.1959).
- Мамакеев (19.05.1959 — ?).

### Мэры города
Мэра города выбирает сессия городского кенеша. Первым мэром Джалал-Абада в 1991 году уже в составе независимого Кыргызстана был избран Касым Мадаминович Исманов.
- Касым Мадаминович Исманов (1991—1996).
- Бакыт Адылов (~2012).
- Мухтар Арапбаев (февраль 2013 — 5 августа 2014).
- Салайдин Авазов (с 5 августа 2014).
- Мураталы Тагаев (с 12 июня 2018).
- Эрнисбек Ормоков (с 3 декабря 2020)

## Награды
- Орден «Данакер» (15 октября 2007 года) — учитывая особую историческую роль города Джалал-Абад в становлении независимости и суверенности Кыргызской Республики, укреплении дружбы и межнационального согласия и в связи с 130-летним юбилеем[29].

## Экономика

### Транспорт
Основной вид местного транспорта — автомобильный. Также имеется железнодорожная станция и аэропорт.

### Предприятия
Крупнейшие из промышленных предприятий: киргизско-канадское нефтеперерабатывающее предприятие «Кыргыз Петролеум Компани»; предприятие по добычи травертина, известняка и ракушечника; кирпичный завод ЗАО «Камнеобрабатывающий завод в Центральной Азии»; АО «Келечек»; АО «Нур»; АО «Насос»; завод торгово-технологического оборудования и ОП 36/10. Предприятия АОЗТ «Кыргызхлопок» и СП «Ак-Алтын» производят хлопковолокно, функционируют табачно-ферментационные предприятия ОсОО «Тура-Ай» и ОсОО «Азиз-Табак».
Предприятия мукомольной промышленности города: АО «Азрат Айыб», АОЗТ ПТК «Интершак», ОсОО «Мариям и Ко». Работает АОЗТ «Жалал-Абад Арак заводу» по производству алкогольной продукции.
Среди предприятий лёгкой промышленности — АО «Мата», имеющее производственную мощность по выпуску нетканых материалов в 7 млн м². В городе существуют предприятия, занимающиеся переработкой древесины и изготовлением мебели — АО «Эмерек» и АО «Кок-Арт».

### Банки и микрокредитные союзы
ЗАО «Компаньон Банк» ЗАО «ЭкоИсламикБанк», ОАО «Бай Тушум», ОАО «Банк Кыргызстан».

### Торговля
В городе Джалал-Абад розничная торговля ведётся на 10 стационарных рынках и 9 мини-рынках, находящихся в частной собственности, а также в 120 магазинах.

## Образование
С 1935 года действует педагогический техникум. Позже были созданы кооперативный техникум Кыргызпотребсоюза и медицинский. В городе были построены и работали 10 средних школ и одно ПТУ.
Сейчас работают 22 средние школы, а также мужской и женский турецкий лицеи, медицинское училище. Есть несколько университетов: Джалал-Абадский государственный университет, Международный университет имени Канторо Шариповича Токтомаматова, Академия права и бизнеса.

## Достопримечательности
В советский период курорт «Джалал-Абад» считался всесоюзной здравницей и сюда ежегодно приезжали тысячи туристов со всего СССР с заболеваниями желудочно-кишечного тракта, кожными и гинекологическими болезнями. Туристов и сегодня привлекают минеральные источники и лечебные грязи курорта. Из города до курорта можно добраться автобусом из центра города. Основные лечебные средства — термальные слабо и сильноминерализованные сульфатно-гидрокарбонатные натриево-кальциевые воды, применяемые для ванн и питьевого лечения. В лечебных целях на курорте используется также торфяно-иловая грязь. Наряду с бальнеогрязелечением используется электросветолечение, лечебная физкультура, массаж, климатолечение, лечебно-плавательный бассейн, лечебное питание, фитобар, иглорефлексотерапия. На курорте функционирует санаторий на 450 мест летом и 150 мест зимой. Размещение производится в трех корпусах и четырёх небольших домиках на 2-4 места. Показания для лечения: заболевания органов пищеварения, костно-мышечной системы, нервной системы, гинекологические, урологические, кожные болезни.
В 57 км от города в урочище горного массива Кара-Алма находится детский оздоровительный лагерь «Алтын Балалык», который был построен в 1972 году.
Также в городе имеются:
- Областная библиотека с шестью филиалами в городе и фондом в 126 000 книг и журналов.
- Детская библиотека при Доме творчества, фонд — 25 000 книг и журналов.
- Городской исторический музей у подножия Аюб-Тау, у дороги на курорт. Он был организован в 1972 году Василием Филипповичем Труновым, впоследствии почётным гражданином г. Джалал-Абада. Площадь музея составляет — 199 м² и состоит из 9 залов. Музей один из старейших в области. В год музей посещают до 10 000 человек.
- Парки. Функционируют три парка культуры и отдыха, в том числе парки имени Токтогула площадью 7,5 га, парк Жениш (бывший ВЛКСМ) площадью 14,5 га.